# 巴音高勒苏木
巴音高勒苏木是中华人民共和国内蒙古自治区阿拉善盟阿拉善右旗下辖的一个苏木。巴音高勒意思是“富饶的河流”。
2012年1月20日，内蒙古自治区人民政府批复同意从巴丹吉林镇划出部分区域，设置巴音高勒苏木，辖巴音高勒、乌兰塔塔拉、敖伦布拉格、莎布日台、苏布日5个嘎查，苏木人民政府驻巴音高勒。

## 行政区划
巴音高勒苏木下辖以下村级行政区划单位：
巴音高勒嘎查、乌兰塔塔拉嘎查、敖伦布拉格嘎查、沙布日台嘎查、苏布日格嘎查和巴音宝格德嘎查。